# Mathias Müller von Blumencron
Mathias Müller von Blumencron (* 23. Juli 1960 in Hamburg) ist ein deutsch-schweizerischer Journalist. Er war Chef der digitalen Angebote des Verlags Der Spiegel sowie ehemaliger Chefredakteur für den Bereich „Digitale Medien“ bei der Frankfurter Allgemeinen Zeitung. Er war von 2018 bis 2021 Co-Chefredakteur des Berliner Tagesspiegel.

## Leben
Müller von Blumencron, Sohn des Diplom-Kaufmanns Albrecht Müller von Blumencron und dessen Frau Margarethe, geb. Sieveking, entstammt einem Ratsgeschlecht der freien Stadt Basel, das ursprünglich im süddeutschen Bodenseeraum angesiedelt war und 1488 das regimentsfähige Bürgerrecht erlangte. Er studierte Rechtswissenschaften in Hamburg und Kiel. Dem ersten juristischen Staatsexamen (1985) schloss sich der juristische Vorbereitungsdienst an, den er nach einem Jahr abbrach, um an die Hamburger Henri-Nannen-Schule zu wechseln. Die dortige Ausbildung absolvierte er erfolgreich.
1989/90 arbeitete Müller von Blumencron als Redakteur für das Wirtschaftsmagazin Capital in Köln. Im Jahr 1991 war er zunächst in Zürich, dann in Berlin Korrespondent für die Wirtschaftswoche. 
Ab 1992 war er beim Spiegel beschäftigt. Er war zunächst Redakteur im Ressort „Deutschland II“, ab 1996 dann stellvertretender Ressortleiter. Im Oktober 1996 ging er als Wirtschaftskorrespondent nach Washington, 1998 wechselte er nach New York City. Von Dezember 2000 bis Februar bzw. formal bis Mai 2008 war er Chefredakteur von Spiegel Online. Am 5. Februar 2008 trat er gemeinsam mit Georg Mascolo die Stelle des Spiegel-Chefredakteurs in Nachfolge des entlassenen Stefan Aust an. Im Februar 2011 übernahm er stattdessen die Verantwortung aller digitalen Angebote der Marke Spiegel, einschließlich Spiegel Online. Am 9. April 2013 wurden Müller von Blumencron und Mascolo vom Spiegel-Verlag aufgrund „unterschiedliche[r] Auffassungen zur strategischen Ausrichtung“ abberufen.
Von der Zeitschrift Horizont wurde er zum „Medienmann des Jahres 2007“ gewählt. 
Müller von Blumencron war Mitglied des Kuratoriums der Johanna-Quandt-Stiftung, bis er im April 2008 wie auch Gabriele Fischer und Christoph Keese als Reaktion auf die NDR-Dokumentation über die Mitverantwortung der Familie für Verbrechen in der Nazi-Zeit (Das Schweigen der Quandts) sein Amt dort niederlegte.
Ende Juni 2013 gab die Frankfurter Allgemeine Zeitung bekannt, dass Müller von Blumencron vom 1. Oktober 2013 an als Chefredakteur Digitale Medien die Weiterentwicklung sämtlicher digitaler Angebote der FAZ verantworten solle. 2014 gewährte ihm Karl Albrecht ein Interview.
Im Anschluss an das World Economic Forum in Davos 2014 wurde Müller von Blumencron Mitglied der Global Commission on Internet Governance, einer auf zwei Jahre angesetzten Initiative, die einen umfassenden Stand über die Zukunft der Multi-Stakeholder-Internet-Verwaltung präsentieren soll. Der Initiative steht der ehemalige schwedische Außenminister Carl Bildt vor.
Am 22. September 2017 gab die Frankfurter Allgemeine Zeitung bekannt, dass Müller von Blumencron die Zeitung zum Jahresende verlasse. Am 21. August 2018 gab der Tagesspiegel bekannt, dass Blumencron im Laufe des zweiten Halbjahres 2018 gemeinsam mit Co-Chefredakteur Lorenz Maroldt die Leitung übernehmen soll. Diese Aufgabe nahm er bis zum Ende des dritten Quartals 2021 wahr. 2022 wurde er publizistischer Leiter für die Zeitungen der TX Group in der Deutschschweiz.
Mathias Müller von Blumencron hat eine Tochter und lebt in Hamburg. Der vormalige Landrat Albrecht Müller von Blumencron gehört zur Verwandtschaft. Als Regattasegler hält er seit 2022 den Rekord für Monohulls bei der Ostseelangstreckenregatta MidsummerSail.